# Joe Nichols

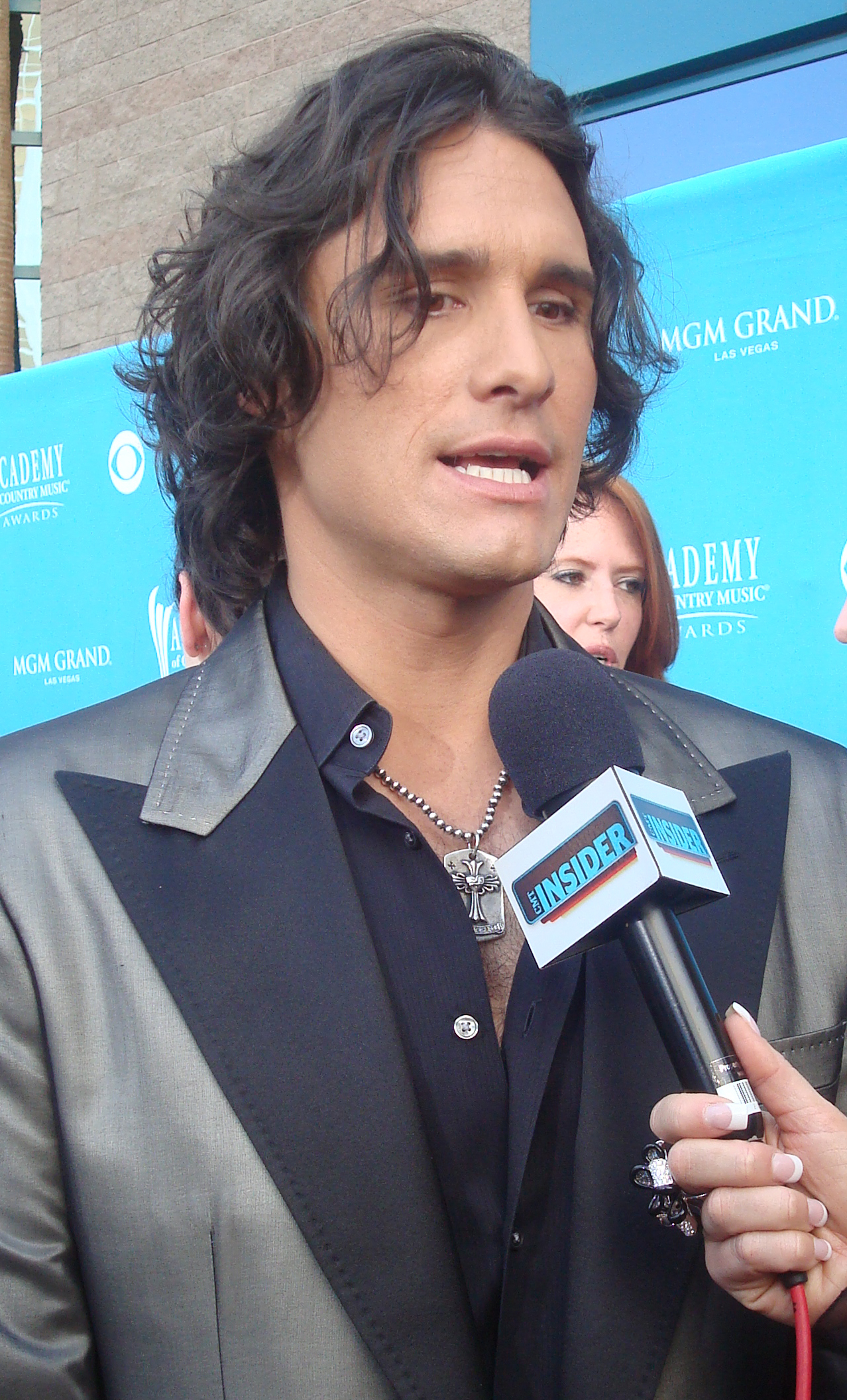
Joe Nichols (2010)

Joe Nichols (* 26. November 1976 in Rogers (Arkansas)) ist ein US-amerikanischer Country-Musiker.

## Werdegang
Durch sein familiäres Umfeld begünstigt – Vater, Onkel und Großvater waren Freizeitmusiker – befasste sich Joe Nichols schon in jungen Jahren mit Rock und Country. Gerade erst 19-jährig schloss er beim kleinen Intersound-Label einen Schallplattenvertrag ab. Seine erste CD, Joe Nichols, verkaufte sich aber nur schlecht. Wenig später ging das Label in Konkurs.
Nichols zog nach Nashville und schlug sich mit Gelegenheitsarbeiten durch. Über den Studio-Gitarristen Brent Rowan fand er bald Anschluss an die Szene und hatte regelmäßig Auftritte in der Grand Ole Opry. 2002 erschien seine erste CD Man with a Memory, produziert von Brent Rovan. Kurz vor Veröffentlichung der CD starb Nichols Vater.
Die mit einem eingängigen Refrain versehene Singleauskopplung The Impossible schaffte es bis auf Platz drei der Billboard Country Charts. Die nächste Single, Brokenheartsville, erreichte sogar Platz eins. Joe Nichols hatte bereits mit seinem ersten Album den Durchbruch geschafft. Es folgte eine Tournee mit Alan Jackson und eine weitere erfolgreiche Single. Die Academy of Country Music zeichnete ihn als „Neuentdeckung des Jahres 2002“ aus, die Country Music Association folgte mit einer vergleichbaren Auszeichnung 2003. Die Erfolgssträhne hielt auch in den folgenden Jahren an. Sein drittes Album III erreichte ebenso wie die Singleauskopplung Tequila Makes Her Clothes Fall Off, seine zweite Country-Nummer-Eins, Goldstatus. Das Album Man With A Memory erreichte sogar eine Platin-Auszeichnung.
Ende der 2000er ließ der Erfolg dann etwas nach, die Alben Real Things (2007) und Old Things New (2009) konnten nicht mehr ganz daran anknüpfen, lediglich der Song Gimme the Girl war 2009 sein dritter Country-Spitzenreiter und die zweite Goldsingle. Im Jahr 2014 folgten noch zwei Gold-Auszeichnungen für die Singles Sunny And 75 und Yeah.

## Diskografie

### Alben
| Jahr | Titel Musiklabel                       | Höchstplatzierung, Gesamtwochen, AuszeichnungChartplatzierungen (Jahr, Titel, Musiklabel, Platzierungen, Wochen, Auszeichnungen, Anmerkungen) | Höchstplatzierung, Gesamtwochen, AuszeichnungChartplatzierungen (Jahr, Titel, Musiklabel, Platzierungen, Wochen, Auszeichnungen, Anmerkungen) | Anmerkungen                            |
| Jahr | Titel Musiklabel                       | US | Country | Anmerkungen                            |
| ---- | -------------------------------------- | --- | --- | -------------------------------------- |
| 2002 | Man with a Memory Universal            | US72 Platin · (52 Wo.)US | Country9 (104 Wo.)Country | Erstveröffentlichung: 23. Juli 2002    |
| 2004 | Revelation Universal                   | US23 (12 Wo.)US | Country3 (49 Wo.)Country | Erstveröffentlichung: 29. Juni 2004    |
| 2005 | III Universal                          | US7 Gold · (55 Wo.)US | Country2 (98 Wo.)Country | Erstveröffentlichung: 25. Oktober 2005 |
| 2007 | Real Things Universal South            | US23 (6 Wo.)US | Country3 (23 Wo.)Country | Erstveröffentlichung: 21. August 2007  |
| 2009 | Old Things New Universal South         | US71 (2 Wo.)US | Country15 (65 Wo.)Country | Erstveröffentlichung: 27. Oktober 2009 |
| 2011 | It’s All Good Show Dog-Universal Music | US78 (1 Wo.)US | Country19 (9 Wo.)Country | Erstveröffentlichung: 8. November 2011 |
| 2013 | Crickets Red Bow Records               | US17 (4 Wo.)US | Country3 (31 Wo.)Country | Erstveröffentlichung: 8. Oktober 2013  |
| 2017 | Never Gets Old Red Bow Records         | US120 (1 Wo.)US | Country15 (1 Wo.)Country | Erstveröffentlichung: 28. Juli 2017    |

Weitere Studioalben
- 1996: Joe Nichols (Intersound)
- 2004: A Traditional Christmas

### Kompilationen
| Jahr | Titel Musiklabel                       | Höchstplatzierung, Gesamtwochen, AuszeichnungChartplatzierungen (Jahr, Titel, Musiklabel, Platzierungen, Wochen, Auszeichnungen, Anmerkungen) | Höchstplatzierung, Gesamtwochen, AuszeichnungChartplatzierungen (Jahr, Titel, Musiklabel, Platzierungen, Wochen, Auszeichnungen, Anmerkungen) | Anmerkungen                           |
| Jahr | Titel Musiklabel                       | US | Country | Anmerkungen                           |
| ---- | -------------------------------------- | --- | --- | ------------------------------------- |
| 2011 | Greatest Hits Show Dog-Universal Music | US52 (6 Wo.)US | Country12 (36 Wo.)Country | Erstveröffentlichung: 25. Januar 2011 |

### Singles
| Jahr | Titel Album                                                    | Höchstplatzierung, Gesamtwochen, AuszeichnungChartplatzierungen (Jahr, Titel, Album, Platzierungen, Wochen, Auszeichnungen, Anmerkungen) | Höchstplatzierung, Gesamtwochen, AuszeichnungChartplatzierungen (Jahr, Titel, Album, Platzierungen, Wochen, Auszeichnungen, Anmerkungen) | Anmerkungen                             |
| Jahr | Titel Album                                                    | US | Country | Anmerkungen                             |
| --- | -------------------------------------------------------------- | --- | --- | --------------------------------------- |
| 2002 | The Impossible Man With A Memory                               | US29 (21 Wo.)US | Country3 (36 Wo.)Country | Erstveröffentlichung: 11. März 2002     |
| 2002 | Brokenheartsville Man With A Memory                            | US27 Platin · (20 Wo.)US | Country1 (32 Wo.)Country | Erstveröffentlichung: 4. November 2002  |
| 2003 | She Only Smokes When She Drinks Man With A Memory              | US72 (5 Wo.)US | Country17 (20 Wo.)Country | Erstveröffentlichung: 28. April 2003    |
| 2003 | Cool to Be a Fool Man With A Memory                            | — | Country18 (25 Wo.)Country | Erstveröffentlichung: 8. September 2003 |
| 2004 | If Nobody Believed in You Revelation                           | US68 (14 Wo.)US | Country10 (33 Wo.)Country | Erstveröffentlichung: 22. März 2004     |
| 2004 | What’s a Guy Gotta Do Revelation                               | US64 (15 Wo.)US | Country4 (31 Wo.)Country | Erstveröffentlichung: 8. November 2004  |
| 2005 | Tequila Makes Her Clothes Fall Off III                         | US32 ×2Doppelplatin · (19 Wo.)US | Country1 (25 Wo.)Country | Erstveröffentlichung: 1. August 2005    |
| 2006 | Size Matters (Someday) III                                     | US71 (14 Wo.)US | Country9 (25 Wo.)Country | Erstveröffentlichung: 24. Januar 2006   |
| 2006 | I’ll Wait for You III                                          | US71 Gold · (12 Wo.)US | Country7 (37 Wo.)Country | Erstveröffentlichung: 31. Juli 2006     |
| 2007 | Another Side of You Real Things                                | US99 (2 Wo.)US | Country17 (27 Wo.)Country | Erstveröffentlichung: 7. Mai 2007       |
| 2007 | It Ain’t No Crime Real Things                                  | — | Country16 (20 Wo.)Country | Erstveröffentlichung: 13. Dezember 2007 |
| 2009 | Believers Old Things New                                       | — | Country26 (23 Wo.)Country | Erstveröffentlichung: 20. April 2009    |
| 2009 | Gimme That Girl Old Things New                                 | US34 Platin · (20 Wo.)US | Country1 (35 Wo.)Country | Erstveröffentlichung: 19. Oktober 2009  |
| 2010 | The Shape I’m In Old Things New                                | US91 (2 Wo.)US | Country17 (33 Wo.)Country | Erstveröffentlichung: 19. Juli 2010     |
| 2011 | Take It Off It’s All Good                                      | — | Country25 (22 Wo.)Country | Erstveröffentlichung: 23. Mai 2011      |
| 2013 | Sunny and 75 Crickets                                          | US39 Platin · (1 Wo.)US | Country4 (26 Wo.)Country | Erstveröffentlichung: 13. Mai 2013      |
| 2014 | Yeah Crickets                                                  | US41 Platin · (1 Wo.)US | Country7 (26 Wo.)Country | Erstveröffentlichung: 27. Januar 2014   |
| 2014 | Hard To Be Cool Crickets                                       | — | Country32 (20 Wo.)Country | Erstveröffentlichung: 1. September 2014 |
| Folgende Lieder erschienen nicht als Single, wurden aber durch das Album zum Download und Streaming bereitgestellt und konnten somit eine Platzierung erlangen: |                                                                | | |                                         |
| |                                                                | | |                                         |
| 2005 | Have Yourself A Merry Little Christmas A Traditional Christmas | — | Country57 (1 Wo.)Country |                                         |
| 2005 | The Christmas Song A Traditional Christmas                     | — | Country60 (1 Wo.)Country |                                         |
| 2005 | I’ll Be Home for Christmas A Traditional Christmas             | — | Country56 (1 Wo.)Country |                                         |
| 2005 | Let It Snow! Let It Snow! Let It Snow! A Traditional Christmas | — | Country37 (5 Wo.)Country |                                         |

Weitere Singles
- 1996: Six of One, Half a Dozen of the Other
- 1996: Wal-Mart Parking Lot Social Club
- 1996: To Tell You the Truth, I Lied
- 1997: I Hate the Way I Love You
- 2016: Undone
- 2017: Never Gets Old
- 2018: Billy Graham’s Bible

## Die bedeutendsten Auszeichnungen
| Jahr | Org. | Award                 |
| ---- | ---- | --------------------- |
| 2002 | ACM  | Top New Male Vocalist |
| 2003 | CMA  | Horizon Award         |